# جيفورج مارتيروسيان
جيفورج مارتيروسيان (أرمني: Գևորգ Մարտիրոսյան) هو المُغَني والمُمَثِل الأرمني. صَدَرَ أوَل فيديو كليب لَهُ في عام 2012 (أنتَ وَأنا). شارَك أيضاً في صَوت أرمينيا في مَجموعة مِن تاتا سيمونيان. كان ضيفاً عَلى «تخمين النغمة» في 27 أكتوبر 2015. في عام 2016، كما قَدم لأول مَرة التَّمثيل في Full House (المُسَلسَل التِّلفزيوني الأرمنيّ) (الموسم 4).

## فيلموغرافيا
| السَّنة | العُنوان    | القانون | مُلاحظات                 |
| ----- | ---------- | ------- | ----------------------- |
| 2016  | Full House | Davit   | الدور المتكرر (12 حلقة) |

## ديسكغرفي

### الفردي
- 2012 نوفمبر - "Du es Es em"
- 2012 ديسمبر «سنفور» (يضم مع Armo)
- 2013 فبراير - «مَسارات جَديدة»
- 2013 أبريل - «دنيال أنجل»
- 2013 يونيو - «هالالا»
- 2013 ديسمبر «أنت حياتي»
- مايو 2014 - «أنا محظوظ»
- 2015 مارس «يناير جان» (الروسية)
- 2015 أكتوبر - «يوم الزفاف»
- 2016 يوليو - "Duy Duy" (يضم Mets Hayk)

## وصلات خارجية
- "Wedding Day" at the يوتيوب
- Official website
- Official page on فيسبوك
- جيفورج مارتيروسيان على موقع IMDb (الإنجليزية)